# Leyes de Celine
Las Leyes de Celine (Celine's Laws) son una serie de tres leyes con respecto al gobierno y a la interacción social atribuidos al personaje ficticio Hagbard Celine de la Trilogía Illuminatus!, escrita por Robert Anton Wilson. Hagbard Celine, un gentil anarquista, sirve como boquilla para las ideas anarquistas, liberales libertarias y a veces totalmente incategorizables de Wilson sobre la naturaleza humana. Las leyes de Celine son contorneados en la trilogía por un manifiesto titulado Never Whistle While You're Pissing ('Nunca silbes mientras meas'). Wilson más adelante elabora más detalladamente las leyes en su libro de no ficción, Prometheus Rising, exponiéndolas como consecuencias inherentes de la psicología humana promedio.
Un fragmento titulado Leyes de Celine aparece en los Escritos Illuminati de Robert Anton Wilson, que ofrece los artículos escritos por Wilson bajo modo de muchos de sus caracteres del Illuminatus! Trilogía junto a entrevistas con el autor mismo. Este artículo toma de ese artículo, así como de la trilogía original.
Celine, en su manifiesto, reconoce que éstas son generalizaciones, pero también dice que sus principios básicos se pueden utilizar para encontrar la fuente de cada gran declinación y caída de naciones, y afirma que son tan universales como las leyes de Newton, aplicándose a todo.

## 1. La seguridad nacional es la principal causa de la inseguridad nacional

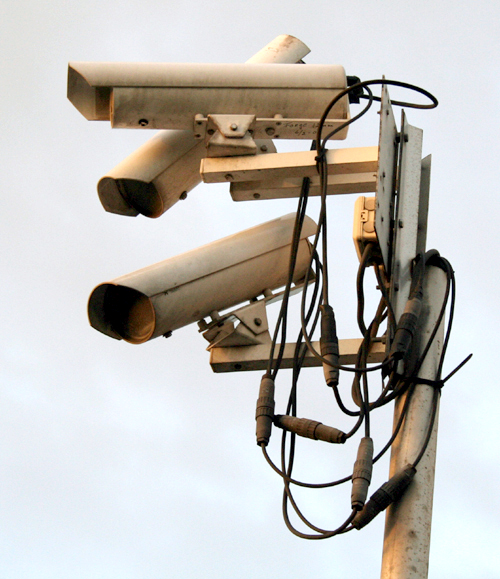
La obsesión con la seguridad nacional crea un estado de vigilancia que se convierte en una amenaza para los ciudadanos más grande que la amenaza que se intenta enfrentar.

Reflejando la paranoia de la Guerra Fría, la primera ley de Celine se enfoca alrededor del hecho de que para tener seguridad nacional, se debe crear una policía secreta. Tanto revolucionarios internos y enemigos externos harían de la policía secreta un blanco primordial para la infiltración, y debido a que la policía secreta por necesidad debe tener amplios poderes para chantajear e intimidar a otros miembros del gobierno, otro sistema más alto de policía secreta se debe crear para supervisar a la policía secreta. E incluso debe crearse un sistema de policía secreta superior para supervisar a la orden más alta de policía secreta, repetido ad nauseam.
Este aparente círculo infinito llega hasta el punto que cada persona en el país está espiando a otra, o hasta que “se agotan los fondos”. Y puesto que esta situación paranoica y de auto-supervisión intrínsecamente hace objetivos a los propios ciudadanos de una nación, resulta que las personas promedio del país están más amenazadas por el sistema masivo de policía secreta que por cualquier enemigo del que intentaban protegerse. Wilson precisa que la Unión Soviética, que sufrió de esto agudamente, llegó al punto que fueron aterrorizados los pintores y los poetas que en realidad poco daño podían hacer.
Al mismo tiempo, dada la limitación del financiamiento y de la escala, el estado de seguridad perfecta en realidad no emerge nunca, dejando a la población aún vulnerable de la amenaza original mientras que también está siendo amenazada por la extensa y orwelliana policía secreta.

## 2. La comunicación exacta es posible solamente en una situación de no-castigo

Wilson utiliza el ojo en la pirámide como símbolo de la disfunción de las jerarquías. Cada nivel excepto la punta está ciego, pero el ojo puede ver solamente a una dirección.

Wilson mismo reformula esto muchas veces como "la comunicación ocurre solamente entre iguales.” Celine llama a esta ley “una simple declaración de lo obvio” y refiere al hecho en el cual cada uno que trabaja bajo la figura de la autoridad tiende a mentir y adular a la figura de la autoridad para protegerse contra la violencia o contra la privación de seguridad (como perder su trabajo). En esencia, generalmente está más en el interés de cualquier trabajador decir a su jefe lo que él desea oír, no cuál es verdad.
En cualquier jerarquía, cada nivel debajo del más alto lleva una carga sutil para ver el mundo de la manera que sus superiores esperan que sea considerada y para proporcionar la retroalimentación a sus superiores que ellos desean oír. En conclusión, cualquier organización jerárquica apoya lo que con anterioridad sus líderes piensen que son verdades más que desafiarlos a pensar diferente. Los niveles debajo de los líderes están más interesados en conservar sus trabajos que en decir la verdad.
Wilson, en Prometheus Rising, utiliza el ejemplo del FBI al mando de J. Edgar Hoover. Hoover vio infiltrados y espías comunistas por todas partes, y le dijo a sus agentes que debían atraparlos. Por lo tanto, los agentes del FBI comenzaron a ver e interpretar todo lo que podían como partes de una conspiración comunista. Algunos incluso fueron hasta el extremo de enmarcar a gente como comunistas, haciendo grandes detenciones infundadas y haciendo todo cuanto podían para satisfacer la necesidad de Hoover de encontrar y expulsar la conspiración comunista. El problema es, que tal conspiración nunca existió de forma alguna, Hoover pensó que la había, pero cualquier agente que se atreviera precisar la carencia de evidencia a Hoover en el mejor de los casos le serían negadas promociones (ascensos), y en el peor de los casos sería etiquetado él mismo como comunista y perdería su trabajo. Cualquier agente que supiera la verdad tendría mucho cuidado de ocultar el hecho.
Al final, Celine enuncia que, cualquier jerarquía funciona más para encubrir la verdad a sus líderes que lo que les sirve para encontrar la verdad.

## 3. Un político honesto es una calamidad nacional
Celine reconoce que la tercera ley parece absurda a primera vista. Mientras un político deshonesto está interesado sólo en mejorar su capital individual a través del aprovechamiento de fondos públicos, un político honesto es mucho más peligroso porque él realmente está interesado en mejorar la sociedad a través de la acción política institucional, lo que significa elaborar e implementar leyes y más leyes.
Celine argumenta que crear más leyes simplemente crea más criminales. Las leyes inherentemente restringen la libertad individual, y la proporción explosiva en que éstas leyes se están creando significa que cada ciudadano, en el transcurso de su vida diaria, no tiene la capacidad de investigación suficiente como para no violar por lo menos una de tantas leyes. Es sólo a través de políticos honrados, que intentan cambiar el mundo a través de las leyes, que la verdadera tiranía puede darse al haber una legislación excesiva.
Los políticos corruptos simplemente siguen la línea de sus propios bolsillos, los políticos honrados reducen la libertad individual a través de enormes cantidades de leyes, por lo que si es de escoger entre las dos opciones los políticos corruptos son preferibles de acuerdo a Celine.